# Samajae Haynes-Jones
Samajae Haynes-Jones (n. Wichita, Kansas); 15 de septiembre de 1996) es un jugador de baloncesto con nacionalidad estadounidense. Con 1,85 metros de altura juega en la posición de base. Actualmente forma parte de la plantilla del KK Feniks 2010 Skopje de la Primera División de Macedonia del Norte.

## Trayectoria
Es un jugador natural de Wichita, Kansas, formado en  Wichita High School East de su ciudad natal, antes de ingresar en 2016 en el Hutchinson Community College, situado en Hutchinson, Kansas, donde jugaría la temporada 2016-17. 
En 2017, ingresa en la Universidad Estatal de Wichita, situada en Wichita, Kansas, para jugar dos temporadas la NCAA con los Wichita State Shockers, desde 2017 a 2019.
En la temporada 2020-21, firma por el BC Cactus Tbilisi de la Georgian Superliga.
En la temporada 2021-22, firma por el Pecsi VSK-Veolia de la A Division, la máxima competición húngara.
El 17 de agosto de 2022, firma con AS Apollon Patras de la A1 Ethniki.